# Harkány
Harkány är en mindre stad i Ungern med 4 632 invånare (2019).

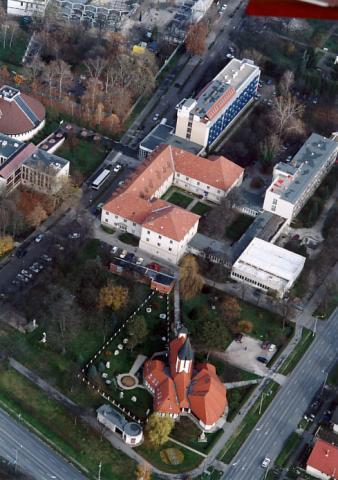
Flygbild över Harkány.